# 에밀리 헤드
에밀리 헤드(Emily Head, 1988년 12월 15일 ~ )는 잉글랜드의 배우이다.

## 출연 작품
- 인비트위너스 (2011)